# Erich Hartmann (aviateur)
Pour les articles homonymes, voir Erich Hartmann et Hartmann.
Erich Hartmann (né le 19 avril 1922 à Weissach et mort le 20 septembre 1993) est un pilote de chasse et un as allemand de la Seconde Guerre mondiale. Son palmarès de 352 avions ennemis abattus entre novembre 1942 et mai 1945 est le plus élevé jamais obtenu par un pilote de chasse.
Livré aux Soviétiques par les Américains à la fin du conflit, il est interné en camp puis, après plus de quatre années de détention, son refus persistant de collaborer lui vaut d'être jugé et condamné à vingt-cinq ans de prison pour « crimes de guerre ». Libéré en 1955, il reprend du service en 1956 et commande la première escadre de chasse à réaction de l'armée de l'air Ouest-allemande renaissante dès 1957. Mais, en désaccord avec sa hiérarchie sur le choix du chasseur F-104 Starfighter, qu'il trouve prématuré, il prend une retraite anticipée en 1970 avec le grade de colonel et se reconvertit dans la formation des pilotes civils. Il meurt le 20 septembre 1993.

## Biographie

### Les premières années
Né dans une famille de passionnés d'aviation (sa mère fonde en 1936 une école de vol à voile), Erich obtient à 14 ans deux brevets de pilote de planeur, puis devient à quinze ans instructeur dans un groupe de vol à voile des Jeunesses hitlériennes.

### La guerre

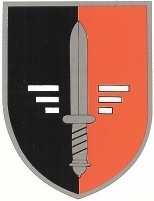
Emblème du Jagdgeschwader 52

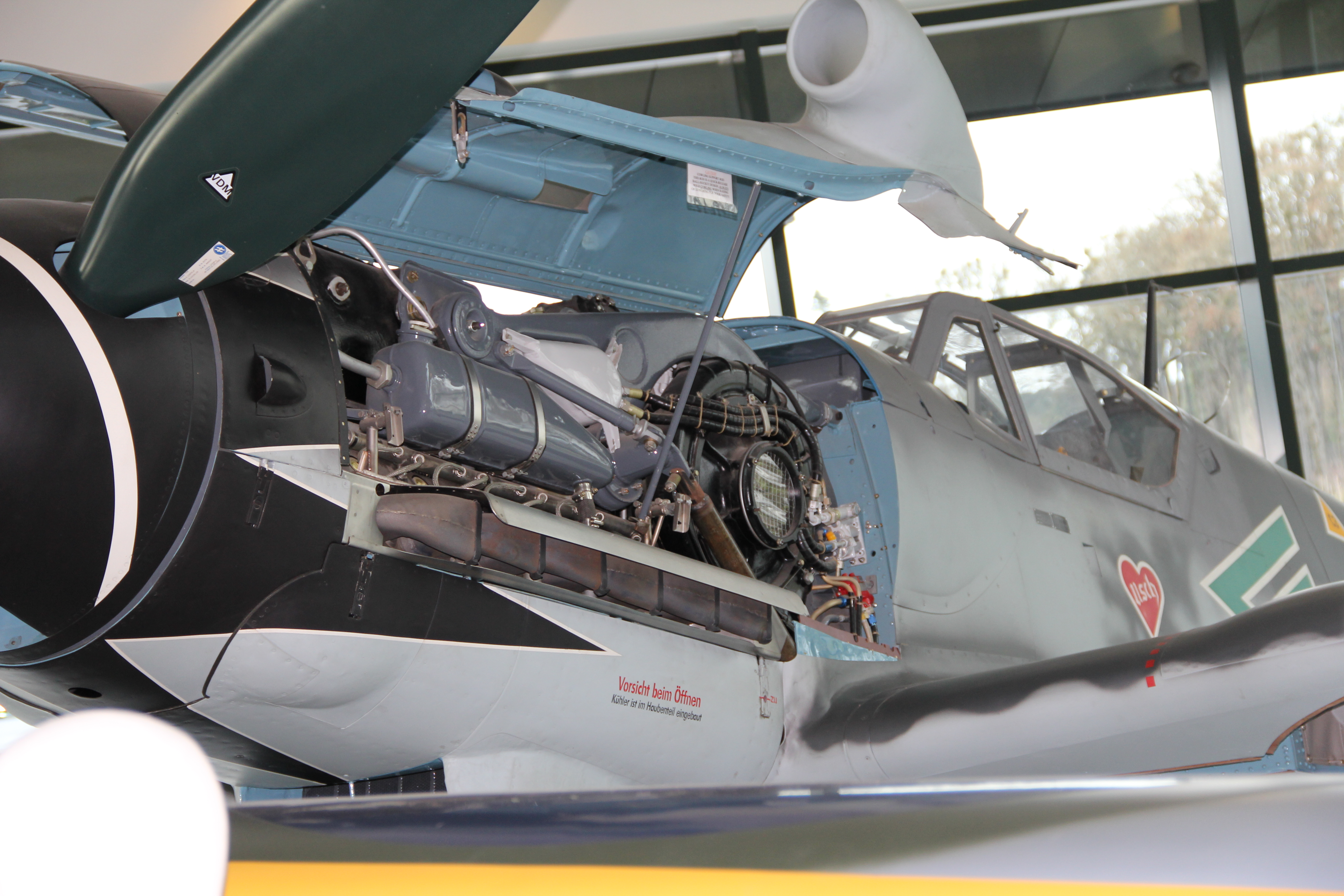
Messerschmitt Bf 109 reproduisant la décoration de l'avion d'Hartmann.

Il s'engage dans la Luftwaffe en octobre 1940 et entre à l'école de pilote en mars 1941. Ses instructeurs remarquent son talent et l'orientent vers la chasse. Dès la fin de sa formation de pilote, il rejoint le Groupe 3 du Jagdgeschwader 52 (III/JG 52) sur le front de Russie en octobre 1942 où il pilote un Messerschmitt BF109, notamment la version Bf 109G.
Le 5 novembre 1942, il obtient sa première victoire, un mois après sa première sortie en mission de combat, contre un Sturmovik. Fin avril 1943, Erich a déjà effectué 110 missions en qualité d'ailier et avec huit victoires à son actif devient leader. Dès ce moment, il se fixe une priorité absolue : ne jamais perdre son ailier (il n'en perdra d'ailleurs qu'un seul pendant toute la durée de la guerre). Par ailleurs, il affine sa tactique : éviter au maximum le combat tournoyant pour n'effectuer que des passes de tir au cours desquelles, quoique doté de qualités de tireur très supérieures à la moyenne, il s'astreint à ne tirer qu'à bout portant.
Après un atterrissage forcé dans les lignes ennemies, il est fait prisonnier en août 1943. Simulant une blessure, il bénéficie d'une surveillance allégée et profite d'une attaque aérienne pour s'évader lors d'un transfert. Il reprend aussitôt son service et est nommé chef d'escadrille. Deux mois plus tard, son palmarès est de 150 appareils abattus ce qui lui vaut d'obtenir la croix de chevalier de la croix de fer. En février 1944, il passe le cap des 200 victoires (et obtient les feuilles de chêne). En juillet 1944, poursuivant sur sa lancée, il compte 250 victoires et devient le second lieutenant seulement à se voir remettre la croix de chevalier de la croix de fer avec feuilles de chêne et glaives. Lorsqu'il obtient sa 300e victoire en août 1944, il reçoit les diamants et, en septembre 1944, le général Galland lui propose de rejoindre son escadrille d'as (la JV 44 dotée des exprimentaux et perclus de problèmes Messerschmitt Me 262). Hartmann refuse la proposition, estimant qu'il sera plus efficace aux commandes d'un avion qu'il connaît bien et, promu capitaine, reprend le commandement d'une escadrille au sein de son unité. Il finit la guerre à la tête du 1er Groupe de la JG52 (I/JG52).
Avec la fin de la guerre, les conditions de combat sont de plus en plus difficiles pour la Luftwaffe : fin 44, il est ainsi confronté seul à neuf P-51 Mustang et après en avoir abattu un, ne doit qu'à son adresse d'échapper aux tirs des huit autres. À court de carburant, il finit par sauter en parachute sous les yeux des pilotes américains qui - à son grand soulagement - le laissent atterrir sans encombre.
Il abat son 352e avion sur la version la plus évoluée du Messerschmitt Bf 109, le modèle K-4, le 8 mai 1945, jour de la capitulation. C'est le score le plus élevé de tous les temps. Il l'a obtenu en effectuant 1404 missions de guerre en moins de 3 ans. Il a alors 23 ans.

### La captivité
Refusant, avec son chef Hermann Graf d'abandonner, comme on le leur a ordonné, les hommes de son unité et les nombreux réfugiés qui se sont mis sous leur protection, il parvient à rejoindre avec son groupe une unité américaine pour se rendre mais ces derniers les livrent aux Soviétiques. Il assiste impuissant à une scène de violences, de meurtres et de viols qui se poursuit toute la nuit et n'est interrompue qu'au matin par l'arrivée d'un général soviétique (lequel fait pendre pour l'exemple trois violeurs sans autre forme de procès).
Déporté en camp, et soumis à un régime de pressions et de mauvais traitements destiné à le briser moralement et à le faire collaborer, il oppose une résistance constante et obstinée et finit par entamer une grève de la faim mais il est nourri de force. Cette résistance lui vaut d'être traduit en 1949 - soit plus de quatre ans après sa reddition - devant un tribunal d'exception qui le condamne à vingt-cinq ans de prison pour « crimes de guerre ». Il sera plus tard (après la chute de l'URSS) lavé de cette accusation à titre posthume par la Russie mais subit un régime de détention d'autant plus dur qu'il refuse de travailler - conformément à la convention de Genève. Il finit par obtenir satisfaction sur ce dernier point en participant à une révolte dans le camp de Chakhty où il est interné.

### Libération et nouvelle carrière

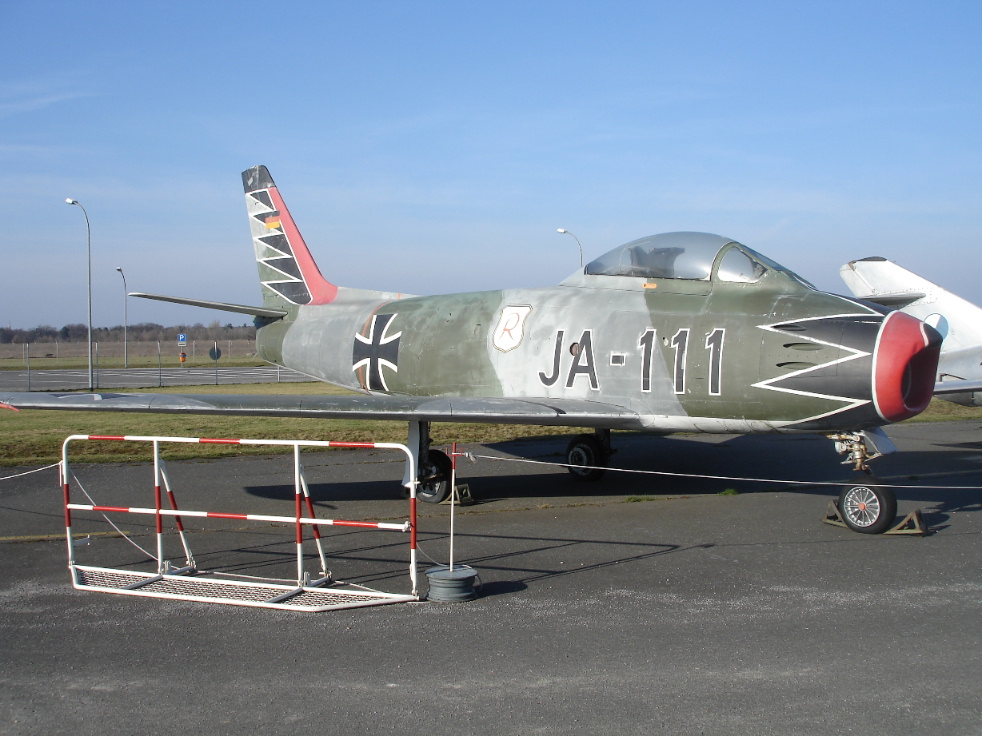
Canadair Sabre portant la décoration « Tulipe noire » de l'appareil d'Hartmann.

L'évolution des relations politiques entre les grandes puissances et l'action du chancelier Adenauer amènent les Soviétiques à céder à la demande des gouvernements occidentaux et à libérer les derniers soldats allemands qu'ils détiennent. Libéré en 1955, il se rétablit en quelques mois mais doit renoncer à reprendre des études (il envisageait de devenir médecin - comme son père avant lui puis son frère) et intègre dès 1956 la nouvelle Luftwaffe créée avec l'appui des Américains. Il est formé aux États-Unis sur le matériel de l'OTAN, le F-84, après s'être refait la main sur les T-6 et T-33. De retour en Allemagne, il prend le commandement de la première escadre de chasse à réaction allemande JG 71 Richthofen, équipée de Canadair Sabre.
Intransigeant sur les questions de sécurité des vols et d'efficacité opérationnelle mais peu diplomate, il fait savoir qu'il estime prématuré l'achat de chasseurs Starfighter par une Luftwaffe encore peu expérimentée dans la mise en œuvre d'avions sophistiqués alors qu'en fait le choix a déjà été fait par le complexe politico-industriel. L'avenir lui donnera raison puisque la Luftwaffe perdra 115 pilotes de Starfighters (surnommé entre autres « le faiseur de veuves ») au cours de 282 accidents majeurs mais Hartmann s'est fait de nombreux ennemis qui l'accusent plus ou moins ouvertement d'être « un bon pilote mais un mauvais officier » et il finit par décider de prendre une retraite anticipée en 1970 avec le grade de colonel (Oberst).

### Après la Luftwaffe
Il mène une vie active conciliant activités personnelles et professionnelles (instructeur dans plusieurs aéroclubs et représentant de la FAA en Allemagne) jusqu'à ce qu'un grave problème d'angine de poitrine (dont son père avait souffert également) ne le contraigne à réduire drastiquement ses activités en 1980. Rétabli, il reprend ses activités aéronautiques dès 1983 mais sur un rythme beaucoup moins soutenu. Il meurt le 20 septembre 1993.

### Famille et vie personnelle
Pendant sa petite enfance, son père, Alfred Erich Hartmann, qui est médecin, l'emmène en Chine avec sa mère - née Elisabeth Wilhelmine Machtholf - et son frère cadet Alfred mais la famille doit rentrer dès 1928 devant la dégradation de la situation en Chine. Son père meurt en 1952 (pendant qu'il est prisonnier en URSS).
Il rencontre dès l'âge de 17 ans, Ursula (« Ush ») Paetsch, qui en a alors 15. Il l'épousera le 10 septembre 1944. Leur premier enfant - Peter Erich - meurt pendant sa captivité en URSS. Réuni en 1955 après 10 années et demie de séparation, le couple aura une fille - Ursula Isabel - en 1957.

## Palmarès et autres faits notables

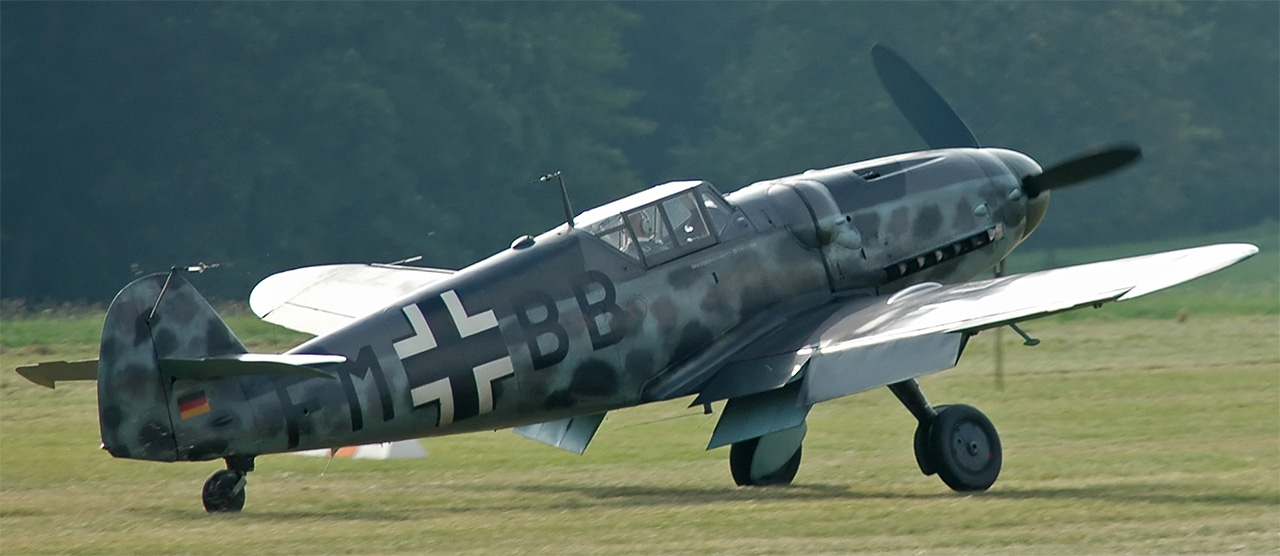
Messerschmitt Bf 109 G6 restauré après la guerre.

Erich Hartmann a effectué 1 404 missions de combat pendant la Seconde Guerre mondiale, dont 825 en combat aérien, et n'a jamais été abattu (mais son avion a souvent été endommagé par des débris, entraînant plusieurs atterrissages forcés). Il n'a jamais été blessé.
- Son tableau de chasse comprend quelque 200 chasseurs monomoteurs de construction soviétique, plus de 80 P-39 Airacobra[7] de construction américaine, 15 avions d'attaque au sol Iliouchine Il-2, et 10 bombardiers moyens bimoteurs. Il a presque uniquement combattu sur le front de l'Est, ce qui explique en partie un score aussi élevé, le matériel aéronautique, le niveau des pilotes et les tactiques soviétiques étant (un peu moins à partir de l'été 1944) très inférieurs à ceux des Allemands. Néanmoins, le nombre de ses victoires reste sujet à caution et in fine invérifiable. Ainsi, en suivant le travail de  Daniel and Gabor Horvath, qui ont comparé les victoires revendiquées et les relevés de pertes des camps adverses (Américain, Britanniques et Soviétiques, le nombre de victoires effectives de Hartmann serait en dessous des 352 usuellement retenues[8].
- Autres éléments expliquant son score : les pilotes allemands combattaient sans jamais s'arrêter, sans congés, et Hartmann, de plus, ne fut pas retiré d'autorité du front comme d'autres as allemands (notamment son supérieur Graf) le furent pour les préserver comme héros et instructeurs.
- Sa tactique de prédilection explique en partie son immense palmarès : le tir à bout portant, d'où un ratio avions abattus / munitions utilisées très élevé.
- Sa devise était : « Le pilote qui a vu l'autre en premier a déjà remporté la moitié de la victoire. » Sa première qualité était en effet sa capacité à observer le ciel (il était toujours le premier à repérer les avions ennemis, parfois plusieurs minutes avant ses coéquipiers)[1].
- Sa tactique de combat reposait sur quatre principes : observer - décider - attaquer ou attendre - partir. Il s'agissait de localiser l'ennemi, décider s'il est possible d'attaquer immédiatement par surprise ou d'attendre le moment opportun, puis rompre le contact immédiatement. Erich Hartmann estimait que 80 % de ses victimes ne s'étaient pas rendu compte de sa présence avant qu'il ne soit trop tard[1].
- Contrairement à d'autres as, Hartmann prenait grand soin de ne jamais perdre un de ses ailiers. Il n'en perdit d'ailleurs qu'un tout au long de la guerre, fait assez remarquable, ce qui a fait pour sa renommée bien plus que ses victoires et ses décorations - du moins chez les pilotes.
- La Croix de Chevalier ne lui fut attribuée qu'après sa 148e victoire alors que normalement à cette époque sur le front russe, 60 à 80 appareils descendus permettaient l'obtention du précieux sésame. La raison tient au fait que sa progression spectaculaire dès juillet 1943 suscita la suspicion quant à la véracité des victoires obtenues (son début de carrière fut d'ailleurs assez lent). L'état major très strict sur ce sujet étudia plus longuement les rapports de missions d'Hartmann avant de confirmer ses succès. Entre-temps, l'as avait eu le temps de cumuler les victoires aériennes.
- Les Soviétiques le surnommèrent le démon noir du Sud à cause de la décoration en forme de tulipe noire stylisée qui ornait son appareil[9]. Son indicatif radio était KARAYA[10] et il ornait toujours ses avions d'un cœur rouge percé d'une flèche.
- Vers la fin de la guerre, après avoir abattu un bombardier russe, il fut témoin de combats aériens entre Américains et Soviétiques, ces derniers croyant qu'ils avaient été attaqués par les Mustang de l'USAAF. Au cours de sa carrière opérationnelle, lui-même abattit 7 Mustang, toutes ses autres victoires ayant été remportées sur des avions pilotés par des Soviétiques.

### Décorations
- Insigne de combat de la Luftwaffe en or avec fanion "1300"[11]
- Insigne de pilote-observateur en or avec diamants[11]
- Ehrenpokal der Luftwaffe (13 septembre 1943)[11]
- Croix allemande en or le 17 octobre 1943 en tant que Leutnant dans la III./JG 52[12]
- Croix de fer (1939)
  - 2e classe
  - 1re classe
- Croix de chevalier de la croix de fer avec feuilles de chêne, glaives et brillants
  - Croix de chevalier le 29 octobre 1943 en tant que Leutnant et pilote dans la 9./JG 52[13]
  - 420e feuilles de chêne le 2 mars 1944 en tant que Leutnant et Staffelführer de la 9./JG 52[14],[15]
  - 75e glaives le 2 juillet 1944 en tant que Oberleutnant et Staffelkapitän de la 9./JG 52[16]
  - 18e brillants le 25 août 1944 en tant que Oberleutnant et Staffelkapitän de la 9./JG 52[17]
- Mentionné 2 fois dans la revue Wehrmachtbericht[11]

### Promotions
Erich Hartmann a rejoint le service militaire dans la Wehrmacht le 1er octobre 1940. Sa première affectation a été à
Neukuhren en Prusse-Orientale, où il reçoit sa formation militaire en tant qu'appelé de la Luftwaffe.
| 31 mars 1942 :       | Leutnant       |
| 1er juillet 1944 :   | Oberleutnant   |
| 1er septembre 1944 : | Hauptmann      |
| 8 mai 1945 :         | Major          |
| 12 décembre 1960 :   | Oberstleutnant |
| 26 juillet 1967 :    | Oberst         |